# Zone Blanche (sèrie de televisió)
Zone Blanche és una sèrie de televisió francobelga que es va estrenar a la cadena France 2 el 10 d'abril de 2017, després del seu debut al febrer al Festival des créations télévisuelles de Luchon. Creada per Mathieu Missoffe a través de la coproducció d'Ego Productions, Be-Films i RTBF, la sèrie té com a protagonistes Suliane Brahim, Hubert Delattre i Laurent Capelluto.
El novembre de 2017, Amazon Prime va adquirir els drets per transmetre la primera temporada mundialment excepte Dinamarca, Bèlgica, Països Baixos i Luxemburg, la primera vegada per a una sèrie francesa. France 2 encarregar-ne una segona temporada, que es va estrenar a Netflix el 14 de juny de 2019.

## Argument
La capitana Laurène Weiss és la cap de la gendarmeria del seu poble natal, Villefranche, una petita vila fictícia, aïllada i envoltada d'uns 200 km² de boscos, enmig de les muntanyes. El fiscal Franck Siriani arriba per saber per què la taxa d'assassinats a la vila és sis vegades més gran que la mitjana estatal; també té interès a investigar el fosc passat de la capitana. El bosc és un lloc estrany i excepcionalment perillós, en el qual es produeixen molts dels assassinats.

## Repartiment
- Suliane Brahim: Laurène Weiss
- Hubert Delattre: Martial Ferrandis (Nounours)
- Laurent Capelluto: Franck Siriani
- Samuel Jouy: Bertrand Steiner
- Renaud Rutten: Louis Hermann
- Tiphaine Daviot: Camille Laugier (temporada 1)
- Anne Suarez: Lea Steiner
- Naidra Ayadi: Leila Barami
- Camille Aguilar: Cora Weiss
- Brigitte Sy: Sabine Hennequin
- Dan Herzberg: Gaspard Bellan
- Cyrielle Debreuil: Anna Delambre
- Thomas Doret: Rudy Guerin
- Olivier Bonjour: Gerald Steiner (season 1-2)
- Théo Costa-Marini: Roman Barthélémy